# Stahlmann (álbum)
Stahlmann é o primeiro álbum de estúdio da banda alemã Stahlmann. Foi lançado em 17 de setembro de 2010. Anteriormente ao lançamento do álbum, a banda havia lançado o EP "Herzschlag" em 2009.
Logo após o lançamento do álbum, a banda saiu em turnê organizada pela Zillo Magazine e também abriu vários shows para o Eisbrecher.

## Faixas
| N.º            | Título                                        | Duração |  |
| 1.             | "Willkommen"                                  | 3:10    |  |
| 2.             | "Stahlmann"                                   | 2:22    |  |
| 3.             | "Hass mich..Lieb mich"                        | 3:06    |  |
| 4.             | "Teufel"                                      | 3:53    |  |
| 5.             | "Marschieren"                                 | 3:47    |  |
| 6.             | "Auf Ewig"                                    | 3:43    |  |
| 7.             | "Kaltes Herz"                                 | 3:02    |  |
| 8.             | "Stahlwittchen"                               | 2:46    |  |
| 9.             | "Kokain"                                      | 2:40    |  |
| 10.            | "Interactive Audio Part" (Arquivo interativo) |         |  |
| Duração total: | Duração total:                                | 28:29   |  |

### Faixas da edição limitada
| N.º            | Título                 | Duração |  |
| 1.             | "Willkommen"           | 3:10    |  |
| 2.             | "Stahlmann"            | 2:22    |  |
| 3.             | "Hass mich..Lieb mich" | 3:06    |  |
| 4.             | "Teufel"               | 3:53    |  |
| 5.             | "Marschieren"          | 3:47    |  |
| 6.             | "Auf Ewig"             | 3:43    |  |
| 7.             | "Kaltes Herz"          | 3:02    |  |
| 8.             | "Mein flehen"          | 3:44    |  |
| 9.             | "Stahlwittchen"        | 2:46    |  |
| 10.            | "Kokain"               | 2:40    |  |
| 11.            | "Letzter vorhang"      | 3:55    |  |
| Duração total: | Duração total:         | 36:08   |  |